# 중랑캠핑숲
중랑캠핑숲은 2010년 11월 20일 개원했으며 서울특별시 중랑구 망우로87길에 위치하고 있다. 총 면적이 179,666m²로 학생소풍 및 가족단위 피크닉을 주제로 한 체험형 공원이다. 건강한 숲을 주제로 한 생태공원이며 교양시설로 청소년독서실, 청소년커뮤니티센터, 생태학습존, 청소년문화전, 소규모 야외무대 설치 등 청소년 중심의 문화 공원으로 조성되었다.

## 시설안내
가족 단위 오토캠핑이 가능한 가족캠프존(3만7200m²)과 청소년문화존(2만5300m²), 생태학습존(4만2000m²), 숲체험존(7만5166m²)의 4개 구역으로 구성됐다. 캠프존은 47면의 캠핑 사이트가 설치돼 하루 최대 200명 이상 이용 가능하다. 또한 캠핑장 내 주차가 가능하다.

### 볼거리
- 나들이마당
- 맨발광장
- 야생초화원
- 농촌체험장
- 뜀동산

### 수경시설
- 잔디광장
- 캠핑장

### 가족캠핑장
중랑가족캠핑장은 도시 속에서 자연을 만끽하며 캠핑을 즐길 수 있는 공간이다. 이곳은 가족단위 캠핑을 권장하기 위해 운영되는 공간이기 때문에 회사 등 단체의 친목 도모등을 위한 공간으로는 사용할 수 없다. 캠핑장은 예약이 가능하며 예약을 한 후 시설을 이용할 수 있다.

#### 캠핑장 시설안내
- 캠핑존
- 야외테이블 및 전기 콘센트
- 관리소
- 어린이 물놀이장
- 수변카페
- 편의점/캠핑용품 전문매장
- 다목적 잔디(이벤트)광장
- 돔화장실
- 식기세척장/식수장
- 어린이놀이터
- 운동기구
- 전망데크, 쉼터
- 계류

## 교통안내
- 지하철: 경의중앙선 양원역에서 하차 후 2번출구로 나와서 도보 5분 거리
- 버스: 2113번, 2234번, 270번, 262번 버스 - 송곡여고 정류장에서 하차